# 3つのコラール (フランク)
3つのコラール（Trois chorals）は、セザール・フランクが1890年に作曲したオルガン曲。フランクが完成させた最後の作品となった。

## 概要

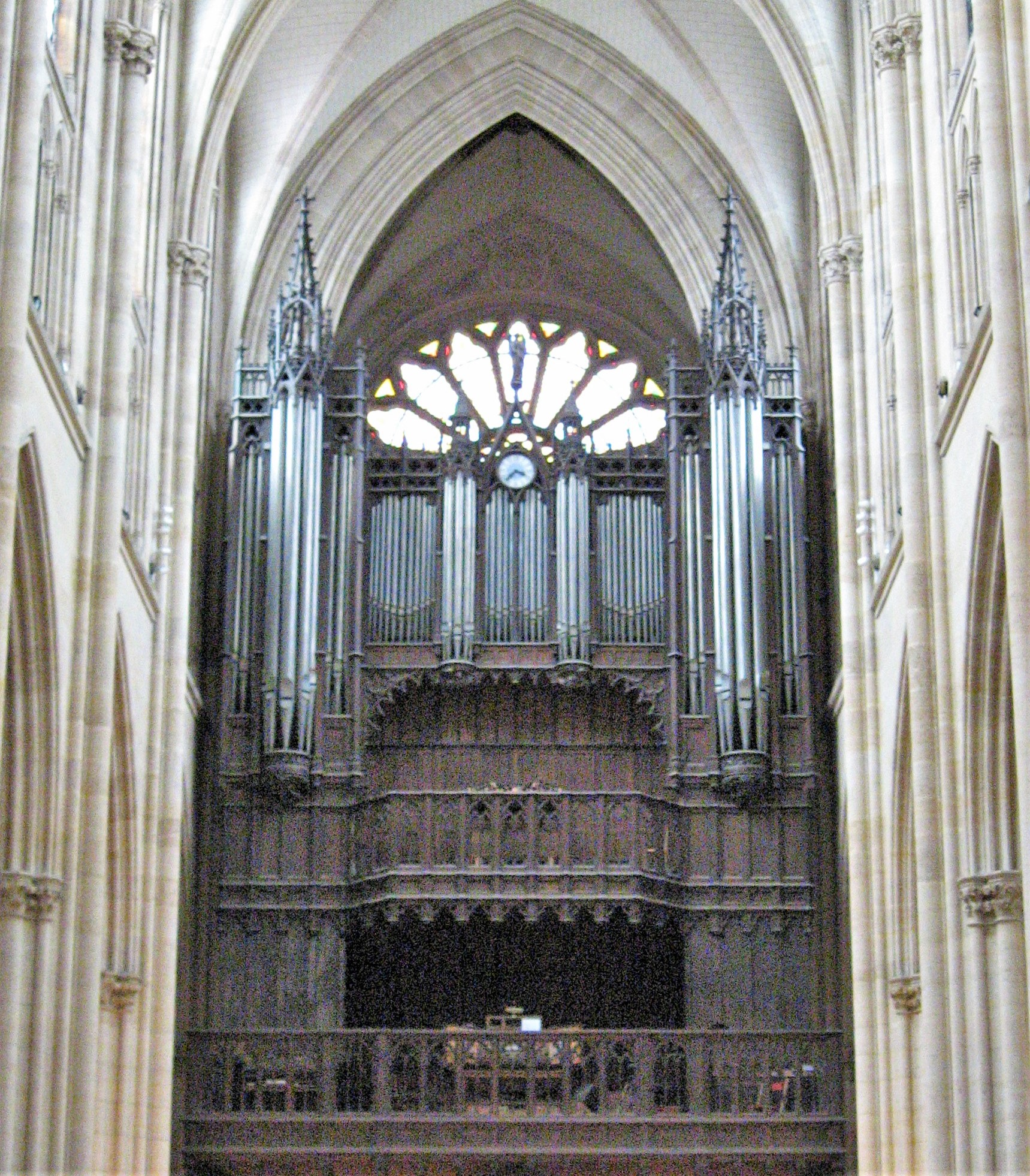
サント・クロチルド聖堂のパイプオルガン

1890年の初夏に交通事故に遭ったフランクはその後遺症に苦しみつつ、同年11月18日に呼吸器感染によりこの世を去る。悪化する体調の中で書かれたこの曲は、フランク最後の完成作品となった。フランクは1860年からパリのサント・クロチルド聖堂でオルガニストを務めており、この教会に建造されたアリスティド・カヴァイエ＝コル製作の手鍵盤3段を擁する最新鋭のオルガンから豊かな着想を得ていた。例として強弱の幅の広がりが大きく、多彩な音色の変化が可能なレシ鍵盤（récit）の使用を挙げることができ、この『3つのコラール』第3曲においても効果的に用いられている。フランクは作曲に際して音栓決定のためにこの教会のオルガンへ再び向かうことを熱望したが、彼の病状がそれを許すことはなかった。
『3つのコラール』と銘打たれているものの、第3曲がかろうじてフランクのオリジナルのコラールであることを除いて、他の曲は変奏曲として仕上げられている。作曲家の矢代秋雄はこの事実に対し、プロテスタントではなくカトリックであったフランクにとってのコラールとは「彼自身が神を讃え、信仰を告白するための心の歌であった」と考えている。また、フランク門下のヴァンサン・ダンディは、師の言葉を引用して「全曲を通じて、コラールは形成される」と解説した。
曲は1892年にデュラン社から出版されており、出版譜では第1曲がウジェーヌ・ジグー、第2曲がオーギュスト・デュラン、第3曲がオーギュスタ・オルメスへ献呈されたことになっている。しかし、草稿段階では献呈先は明示されておらず、ダンディによれば作曲者自身は第1曲をアレクサンドル・ギルマン、第2曲をテオドール・デュボア、第3曲をジグーへ献呈するつもりだったようである。この献呈に関する混乱についてはデュランが故意に、もしくは誤って行ったとする説、フランクの息子が原因だとする説などがある。なお、ブランシュ・セルヴァやハロルド・バウアーによるピアノ編曲版もデュラン社から出版された。
ダンディはこの曲が「これに比肩し得るものは、大バッハの傑作以外にない」と激賞する言葉を残している。矢代はフランクに心酔するダンディの言葉を鵜呑みにはできないとしつつも、フランクの創作の最後を締めくくる『3つのコラール』が彼の最高傑作、並びにオルガン音楽史に輝く金字塔の1つに数えられると評価している。

## 演奏時間
約42-43分（第1番:15分、第2番:14分、第3番:13分）

## 楽曲構成

### 第1曲
モデラート 3/4拍子 ホ長調
主題群と2つの変奏、及びコーダからなる自由な変奏曲。曲は譜例1に示す深い趣を持つフレーズに始まり、7つのフレーズの連結によって構成される。

譜例1
主題の提示が完了するとカンタービレの指示の下、16分音符主体の第1変奏に入る。この音型変奏が終わると少し間を取って4/4拍子、マエストーソとなり、フォルテッシモで堂々とした間奏が現れる。ここでは数小節ごとに緩急が入れ代わり、即興的な印象を与える。次に3/4拍子、ホ短調となって第2変奏が開始される。ここではめまぐるしく転調が行われる中、対位法的に主題が組み合わされるなどの作曲技法が展開され、盛り上がりつつコーダに至る。コーダではホ長調に戻って堂々たるクライマックスを築き、そのまま終結する。

### 第2曲
マエストーソ 3/4拍子 ロ短調
譜例2で示すオスティナート主題によってパッサカリア風に開始される。

譜例2
3連符を伴う第3変奏まで厳粛に進められた後、オスティナート主題から派生した新しい主題を伴って自由に展開されていく。ピアニッシモの和音をフェルマータで長く伸ばして一段落すると、突如ラルガメンテ・コン・ファンタジア、4/4拍子となりロ音の強奏によってレチタティーヴォを思わせる激しい間奏となる。その後、3/4拍子、ト短調に転じてオスティナート主題の前半部を用いたフガートが開始される。展開が進むにつれてこれまでに現れた様々な要素が複雑に組み合わされて再現され、クレッシェンドを経てオスティナート主題が高らかに再現される。これが終わると急に穏やかになり、ロ長調の響きの中に安らかに終わりを迎える。

### 第3曲
クアジ・アレグロ 4/4拍子 イ短調
トッカータ、コラール、アダージョの3つの要素からなる。全3曲中、最もよく知られている。曲は譜例3によりトッカータ風に始まる。この楽想と交代する形でコラール主題が2つに分かれて提示される。

譜例3
次にイ長調となり、アダージョ部分となる。アダージョ部の主題は主に2つのフレーズから構成されており、音色や音域を変え繰り返され、コラール主題と組み合わされるなどして落ち着いた進行をみせる。最後にコラール主題が半分の音価で再現されると、休符を長く伸ばして一呼吸置く。続いてこれまでの2倍の速度となってトッカータ主題が回帰し、16分音符の急速な動きが絶えず繰り広げられる中コラール主題が顔をのぞかせてくる。クレッシェンドの後に頂点に達すると、16分音符の音型を伴奏にイ短調でコラール主題が姿を現す。これによって荘厳なクライマックスを形成し、最後はイ長調の主和音で全曲の幕を閉じる。